# Albert Nopener
Albert Joseph Ghislain Nopener (Nivelles, 6 mai 1790 - 18 novembre 1849) est un juge de paix et membre du Congrès national de Belgique.

## Formation
Il était licencié en droit de l'École de droit de Bruxelles où il fut diplômé le 22 février 1812.

## Carrière
Il fut nommé en 1825 juge de paix à Nivelles.
En octobre 1830 il fut élu par l'arrondissement de Nivelles pour être membre du Congrès national de Belgique.
Après la fin des séances du Congrès national, il reprit ses activités de juge de paix.